# خيطيات نارية
خيطيات نارية (الاسم العلمي: Pyronemataceae)، فصيلة فطريات تتبع رتبة الفنجانيات. إنها أكبر فصيلة في فصائل الفنجانيات ، حيث تضم 75 جنسًا وحوالي 500 نوع. لا تدعم تحليلات علم الوراثة العرقي التصنيفات السابقة لهذه الفصيلة، وتشير إلى أن الفصيلة ليست أحادية النمط الخلوي كما هي مقيدة حاليًا.